# Roß- und Buchstein
Roß- und Buchstein sind ein Doppelgipfel in den Tegernseer Bergen im Süden des Bergstocks zwischen dem Tal der Isar und dem Weißach-Tal. Sie sind über das Schwarze Tenn-Tal von Bad Wiessee oder vom Weißach-Tal westlich von Wildbad Kreuth erreichbar. Im Sattel zwischen beiden Gipfeln liegt auf 1650 m ü. NHN Höhe die Tegernseer Hütte.
Zu Sattel und Hütte führt von der Nordseite ein als „Altweibersteig“ bezeichneter einfacher Weg; von Süden kann der Berg entweder im Westen umgangen und dann der Weg im Norden genutzt werden oder man geht ab dem so genannten Brotzeitfelsen einen nicht unschwierigen, im oberen Abschnitt mit Drahtseilen gesicherten Steig durch Felsgelände zur Hütte.
Vom Sattel ist die Besteigung des 1698 m hohen Roßsteins über einen einfachen schrofigen Grat möglich. Die Besteigung des 1701 m hohen Buchsteins vom Sattel erfordert hingegen eine kurze und abgespeckte Kletterei von gut 30 Höhenmetern durch eine Rinne (UIAA II). Die Südseite des Buchsteins bietet mit der Sonnenplatte zahlreiche Kletterrouten unterschiedlicher Schwierigkeitsgrade, darunter die Via Weißbier im VII. Schwierigkeitsgrad, deren Ausstieg direkt auf die Terrasse der Hütte führt. Die freistehende Roßsteinnadel mit rund 35 m Höhe ist mit Routen unterschiedlicher Schwierigkeitsgrade (UIAA III–VIII) zu besteigen.

## Galerie

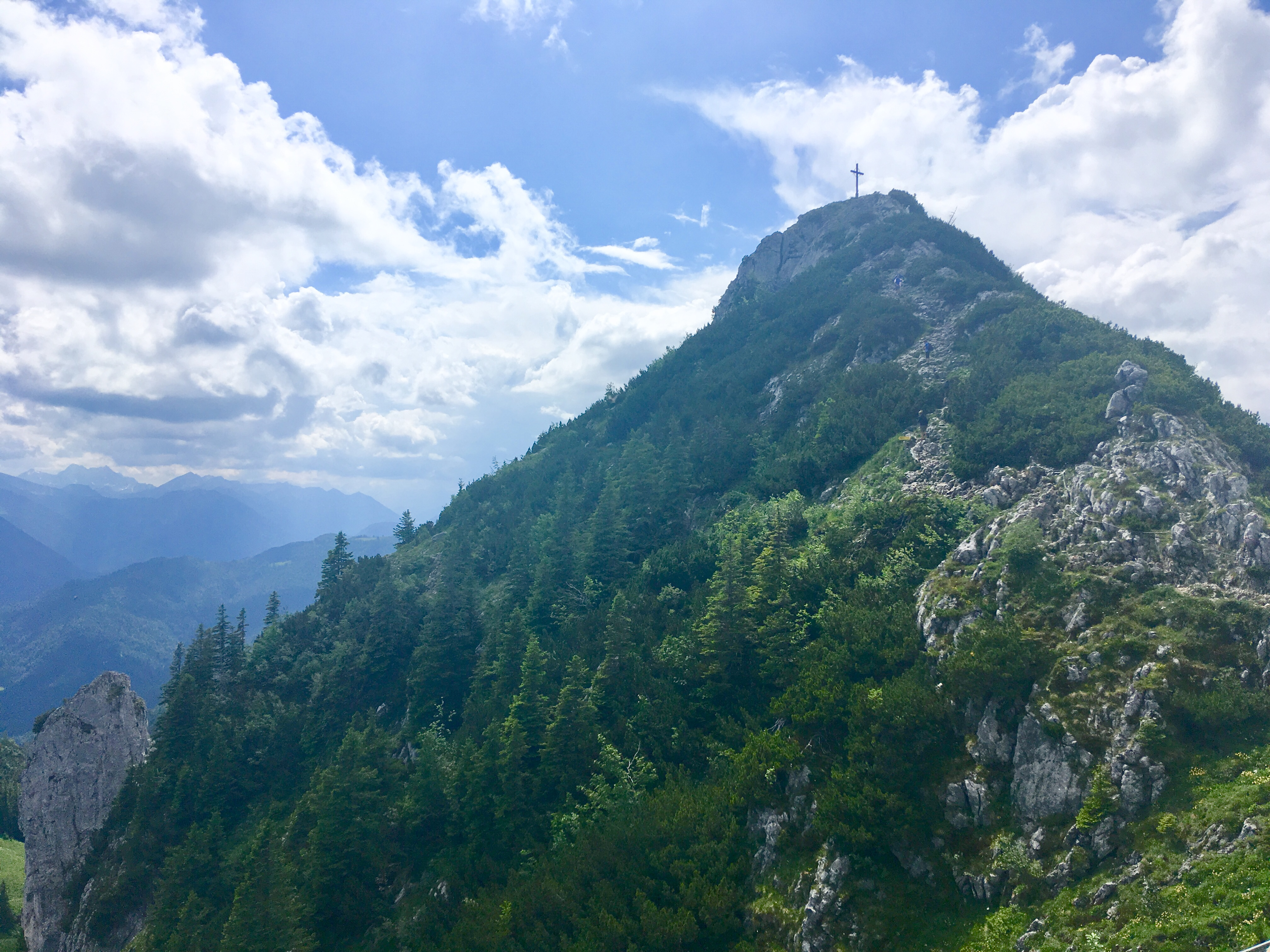
Roßsteingipfel von der Tegernseer Hütte aus fotografiert
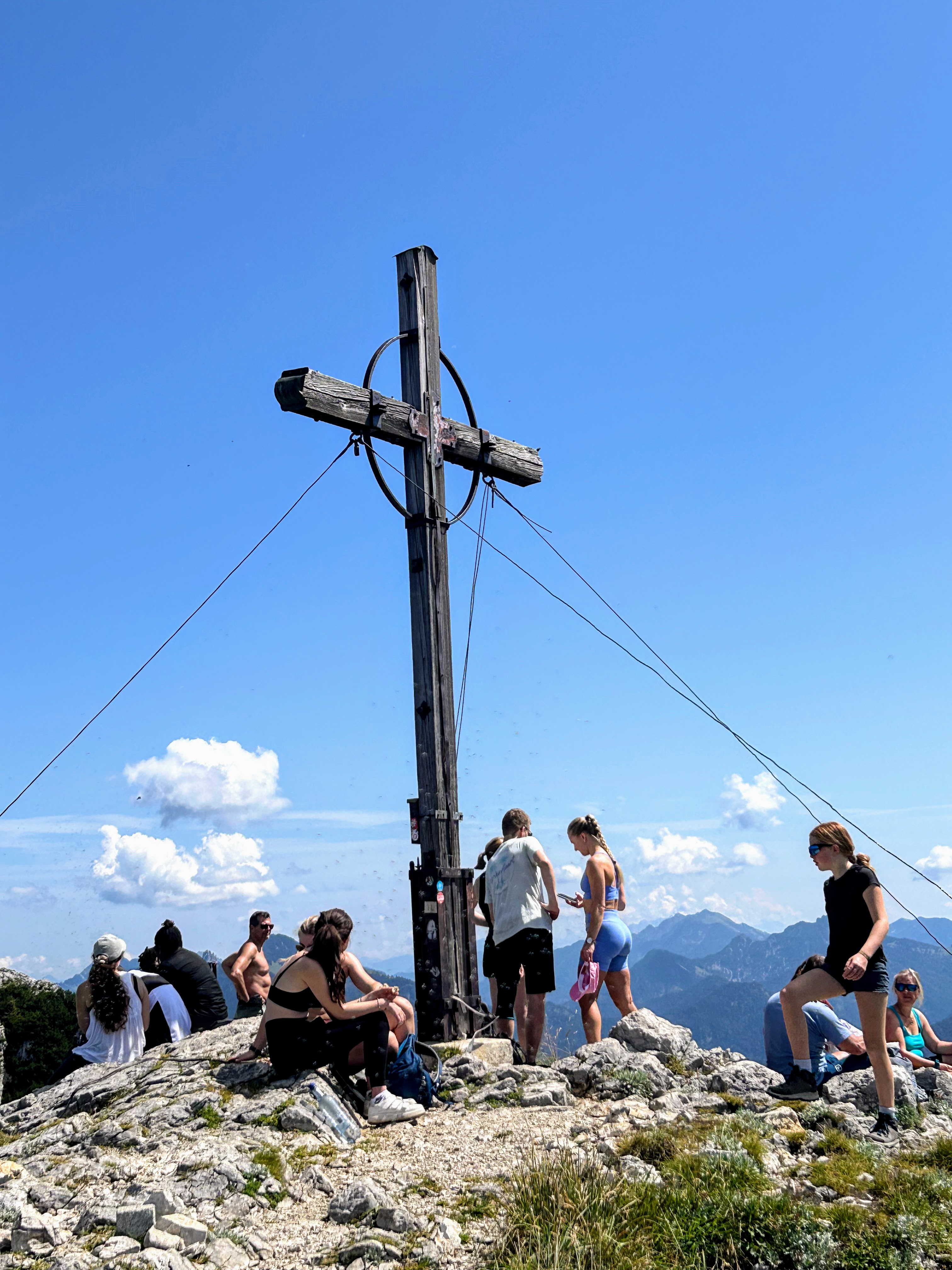
Gipfelkreuz des Roßsteins